# Cup Tie Competition
La Cup Tie Competition, aussi connue comme la Copa Competencia Chevallier Boutell est un ancien tournoi binational de football, disputé par des équipes du championnat d'Uruguay et du championnat d'Argentine de Buenos Aires et Rosario, de 1900 à 1919.
Le trophée en jeu est offert par le président de la Fédération argentine en 1900, Francis Chevallier Boutell, qui donne ainsi son nom à la compétition. Le tournoi est organisé dans les trois villes concernées, mais la finale est toujours jouée à Buenos Aires.
Entre 1900 et 1906, le tournoi est organisé de façon que deux places de demi-finalistes soient réservées aux équipes du championnat argentin (de Buenos Aires), une place à une équipe de la fédération de Rosario (où se joue une demi-finale) et la dernière à une équipe de Montevideo (où se joue l'autre demi-finale). De 1907 à 1919, les tours préliminaires du tournoi sont « nationalisées », de sorte que la finale oppose systématiquement une équipe argentine et une équipe uruguayenne.
À partir de 1905 et jusqu'en 1920, une coupe similaire mais dont la finale est jouée à Montevideo, est organisée : la Copa de Honor Cousenier.

## Palmarès
| Année | Vainqueur            | Score                 | Finaliste             |
| ----- | -------------------- | --------------------- | --------------------- |
| 1900  | Belgrano Athletic    | 2:0                   | Rosario Athletic      |
| 1901  | Alumni               | 2:1 (a.p.)            | Rosario Athletic      |
| 1902  | Rosario Athletic     | 1:1 (a.p.) 2:1 (a.p.) | Alumni                |
| 1903  | Alumni               | 3:2 (a.p.)            | Rosario Athletic      |
| 1904  | Rosario Athletic     | 3:2 (a.p.)            | CURCC                 |
| 1905  | Rosario Athletic     | 4:3 (a.p.)            | CURCC                 |
| 1906  | Alumni               | 10:1                  | Belgrano Athletic     |
| 1907  | Alumni               | 3:1                   | CURCC                 |
| 1908  | Alumni               | 4:0                   | Montevideo Wanderers  |
| 1909  | Alumni               | 4:0                   | CURCC                 |
| 1910  | N'a pas été disputée | N'a pas été disputée  | N'a pas été disputée  |
| 1911  | Montevideo Wanderers | 2:0                   | San Isidro            |
| 1912  | San Isidro           | 1:0                   | Nacional              |
| 1913  | Nacional             | 1:0                   | San Isidro            |
| 1914  | River Plate          | 1:0                   | Bristol Football Club |
| 1915  | Nacional             | 2:0                   | Club Porteño          |
| 1916  | Peñarol              | 3:0                   | Rosario Central       |
| 1917  | Montevideo Wanderers | 4:0                   | San Isidro            |
| 1918  | Montevideo Wanderers | 2:1                   | Club Porteño          |
| 1919  | Boca Juniors         | 2:0                   | Nacional              |